# Wolf Maya
Walfredo Campos Maya Júnior, más conocido como Wolf Maya (Goiânia, 10 de septiembre de 1953), es un actor y director brasileño. Es padre de la actriz Maria Maya, fruto de su matrimonio con la también actriz y directora, Cininha de Paula.
Maya estudió interpretación en la escuela El Tablado y en el Conservatorio Nacional. Es profesor de la Escuela de Actores Wolf Maya en São Paulo.
En 2016, Maya inauguró el "Teatro Nathalia Timberg", en Río de Janeiro, en honor a la actriz.

## Trabajos en televisión

### Como actor
| Año       | Título              | Personaje              |
| --------- | ------------------- | ---------------------- |
| 1979      | Memórias de Amor    | Rebelo                 |
| 1982-1983 | Final Feliz         | Delegado Paixão        |
| 1990-1991 | Barriga de Aluguel  | Paulo César            |
| 1993      | Mujeres de arena    | Dr. Otacílio Galvão    |
| 1995-1996 | Cara e Coroa        | Cícero                 |
| 1997      | O amor está no ar   | Victor                 |
| 2000-2001 | Uga-Uga             | Felipe Prado           |
| 2003-2004 | Kubanacan           | Don Diego              |
| 2004-2005 | Señora del destino  | Leonardo               |
| 2007-2008 | Dos caras           | Geraldo Peixeiro       |
| 2011      | Lara com Z          | Wolf Maya              |
| 2011      | Fina estampa        | Álvaro Siqueira Maciel |
| 2013      | Rastros de mentiras | Wolf Maya              |

### Como director
- 2015 - I Love Paraisópolis (dirección general y núcleo)
- 2013/2014 - Rastros de mentiras (dirección de núcleo)
- 2011/2012 - Fina estampa (dirección general y núcleo)
- 2010 - Na forma da lei
- 2008 - Xuxa e as Noviças
- 2007/2008 - Dos caras (dirección general y núcleo)
- 2006 - Cobras & Lagartos (dirección general y núcleo)
- 2004/2005 - Señora del destino (dirección general y núcleo)
- 2003/2004 - Kubanacan
- 2002 - O Quinto dos Infernos (miniserie)
- 2000/2001 - Uga-Uga
- 2000 - Esplendor
- 1998/1999 - Pecado Capital
- 1998 - Hilda Furacão (miniserie)
- 1997 - O Amor Está No Ar
- 1996/1997 - Salsa e Merengue
- 1996/1997 - Malhação
- 1995/1996 - Cara e Coroa
- 1994 - A Viagem
- 1993 - Mujeres de Arena
- 1990/1991 - Barriga de Aluguel
- 1990 - Deseo (miniserie)
- 1987/1988 - Bambolê
- 1986/1987 - Hipertensão
- 1985/1986 - Ti Ti Ti
- 1984/1985 - Livre Para Voar
- 1983/1984 - Champagne
- 1983 - Loco Amor
- 1982 - Final Feliz
- 1982 - Ellas por Ellas
- 1981 - Ciranda de Pedra